# 黑帶兔脂鯉
黑帶兔脂鯉，為輻鰭魚綱脂鯉目脂鯉亞目上口脂鯉科的其中一個種，分布於南美洲黑河及蓋亞那沿岸淡水流域，體長可達40公分，棲息在植被生長茂密的水域，生活習性不明，可作為觀賞魚。